# Cleistanthus polystachyus
Cleistanthus polystachyus är en emblikaväxtart som beskrevs av Joseph Dalton Hooker och Jules Émile Planchon. Cleistanthus polystachyus ingår i släktet Cleistanthus och familjen emblikaväxter.

## Underarter
Arten delas in i följande underarter:
- C. p. milleri
- C. p. polystachyus